# Alika Milova
Alika Milova (Narva, 5 settembre 2002) è una cantante estone.
Ha rappresentato l'Estonia all'Eurovision Song Contest 2023 col brano Bridges.

## Biografia
Alika Milova si è fatta conoscere partecipando sin dall'infanzia a vari concorsi e programmi televisivi canori in Estonia e all'estero, fra cui The Baltic Voice, il New Wave Junior, il Kaunas Talent, il Bravo Song Contest e il Berlin Perle. È salita alla ribalta nel 2021 con la sua vittoria all'ottava edizione del talent show estone Eesti otsib superstaari, che le ha fruttato un contratto discografico con la Universal Music.
Nel novembre 2022 è stata confermata fra i 20 partecipanti all'Eesti Laul 2023, festival utilizzato per selezionare il rappresentante estone all'annuale Eurovision Song Contest. Il 2 dicembre è stato pubblicato insieme a tutti gli altri partecipanti il suo inedito per la competizione, Bridges. Dopo essersi qualificata dalla semifinale dell'Eesti Laul, l'11 febbraio 2023 Alika Milova si è esibita nella finale, dove il televoto l'ha scelta come vincitrice fra le 12 proposte e rappresentante nazionale all'Eurovision Song Contest 2023 a Liverpool. Nel maggio successivo, dopo essersi qualificata dalla seconda semifinale, Alika si è esibita nella finale eurovisiva, dove si è piazzata all'8º posto su 26 partecipanti con 168 punti totalizzati.
Il suo album in studio di debutto, intitolato Alika e uscito nel novembre 2023, le ha permesso di vincere cinque riconoscimenti nell'ambito degli Eesti Muusikaauhinnad.

## Discografia

### Album in studio
- 2023 – Alika

### EP
- 2024 – Virmalised

### Singoli
- 2021 – Õnnenumber
- 2022 – Bon appétit
- 2022 – C'est la vie
- 2022 – Bridges
- 2023 – You
- 2023 – Too Much/Lihtsalt veab
- 2023 – Õde ütles
- 2024 – Mis minuga saab? (con Villemdrillem)
- 2024 – Saame kokku
- 2024 – Virmalised
- 2025 – Parasiit (con Säm)